# Varanus albigularis albigularis
Il varano dalla gola bianca (Varanus albigularis albigularis) è una sottospecie del varano delle rocce (V. albigularis), originaria dell'Africa meridionale. Hanno una colorazione prevalentemente grigio-marrone con macchie giallastre o bianche e possono raggiungere fino a 2 metri (6,6 piedi) di lunghezza. Si trovano nell'Africa meridionale, verso nord in Angola, Zambia e Mozambico. Questa sottospecie è anche tenuta come animale domestico.

## Tassonomia
Descritte per la prima volta da François Marie Daudin nel 1802, queste lucertole erano precedentemente classificate come una sottospecie di Varanus exanthematicus, ma da allora sono state dichiarate specie distinte in base alle differenze nella morfologia emipenica. Il nome generico Varanus deriva dalla parola araba waral ورل,. Il loro nome specifico, albigularis, deriva da un composto di due parole latine: albus che significa "bianco" e gula che significa "gola".

## Biologia
I varani della gola bianca sono generalisti, e si nutrono opportunisticamente di un'ampia varietà di prede in natura. Le tartarughe costituiscono una parte significativa della loro dieta e vengono inghiottite intere a causa del guscio duro. Consumano pochissime prede vertebrate, nutrendosi principalmente di invertebrati, soprattutto millepiedi, coleotteri, molluschi e ortotteri. I millepiedi, ad esempio, costituiscono quasi un quarto della loro dieta, in quanto i varani sono apparentemente resistenti alle loro secrezioni velenose. Sebbene si nutra anche di carcasse di grossi vertebrate, come i cercopitechi, in natura raramente attaccano grandi prede vive, troppo veloci per questi animali. Ciò è in contrasto con la loro dieta in cattività dove vengono nutriti principalmente con roditori e pollame.

## Galleria d'immagini

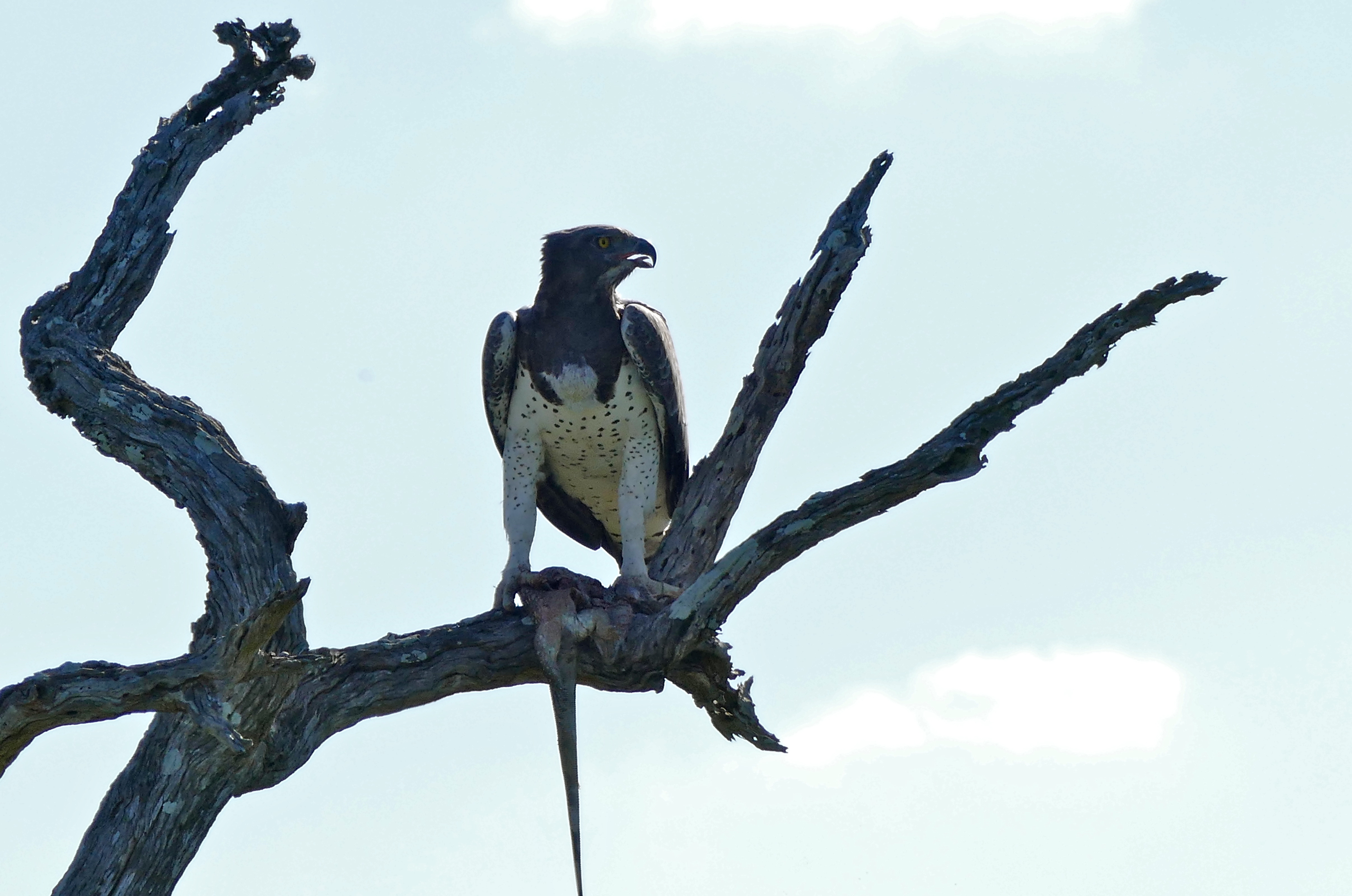
Aquila marziale mentre si nutre di un varano dalla gola bianca
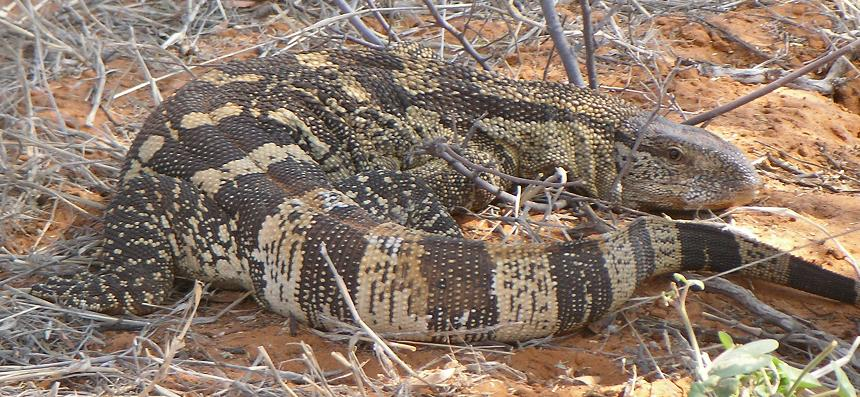
Un esemplare nel Kalahari, Capo Nord, Sud Africa
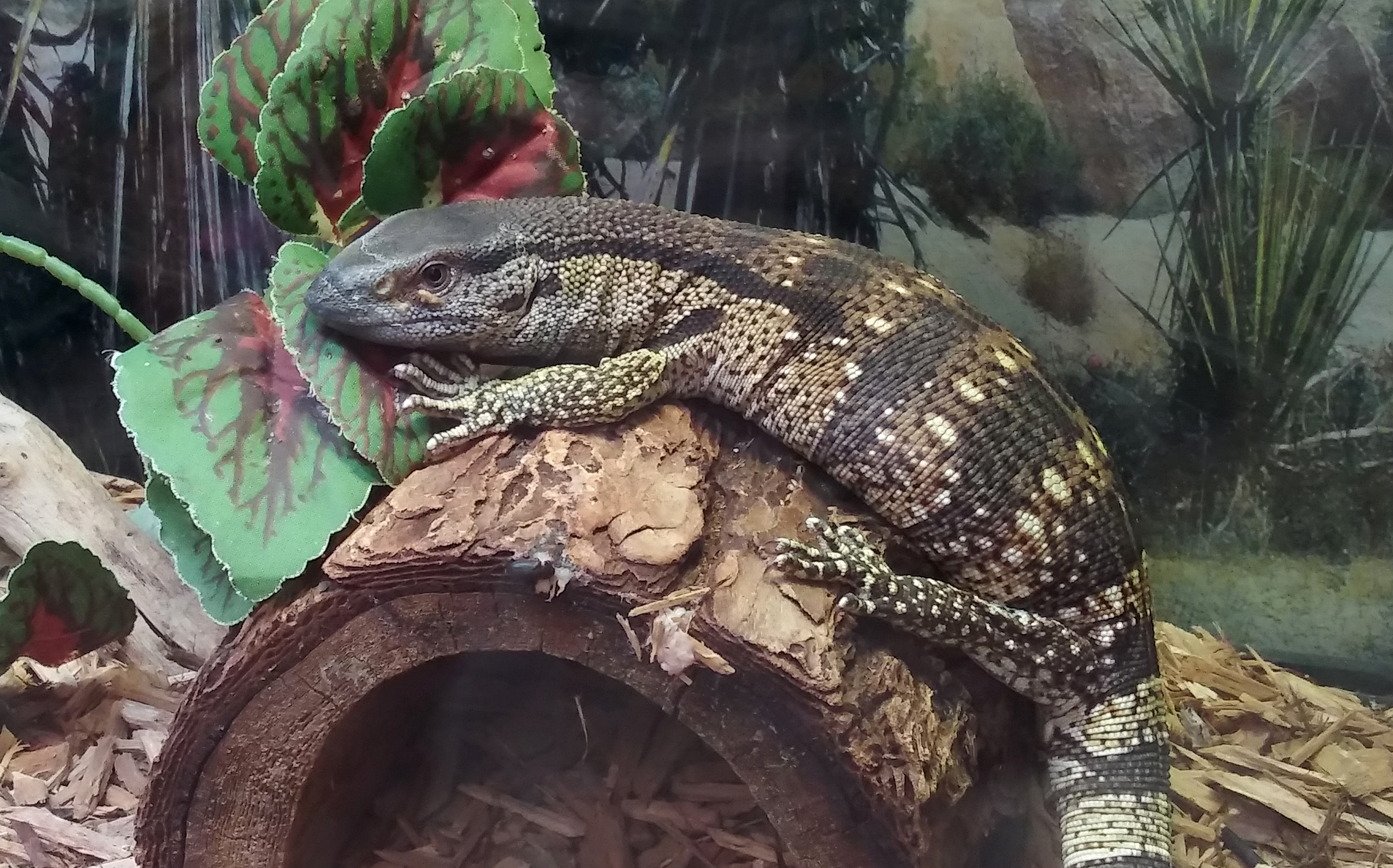
Varano dalla gola bianca in un negozio di animali a Largo, Florida
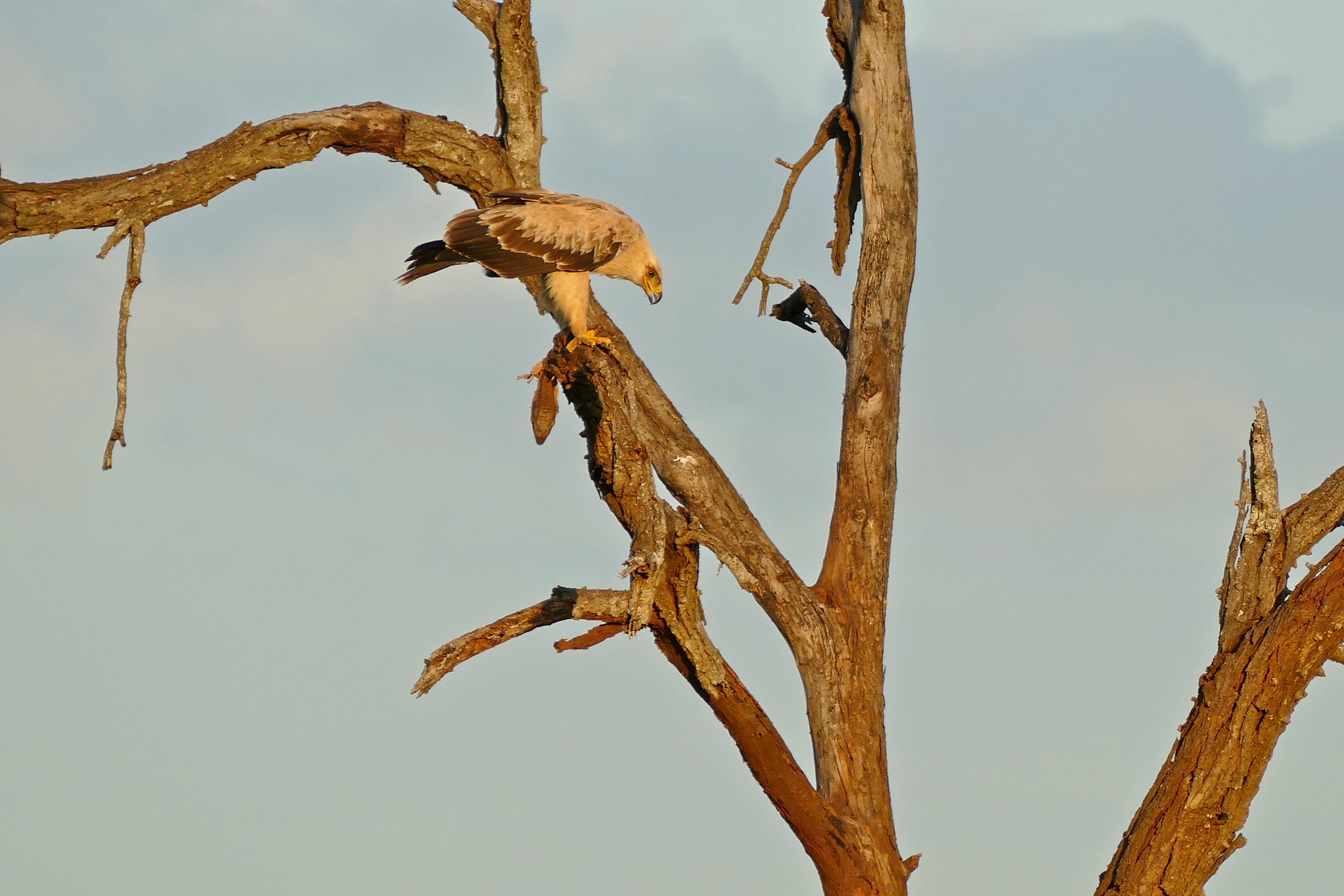
Aquila fulva mentre si nutre di un varano dalla gola bianca
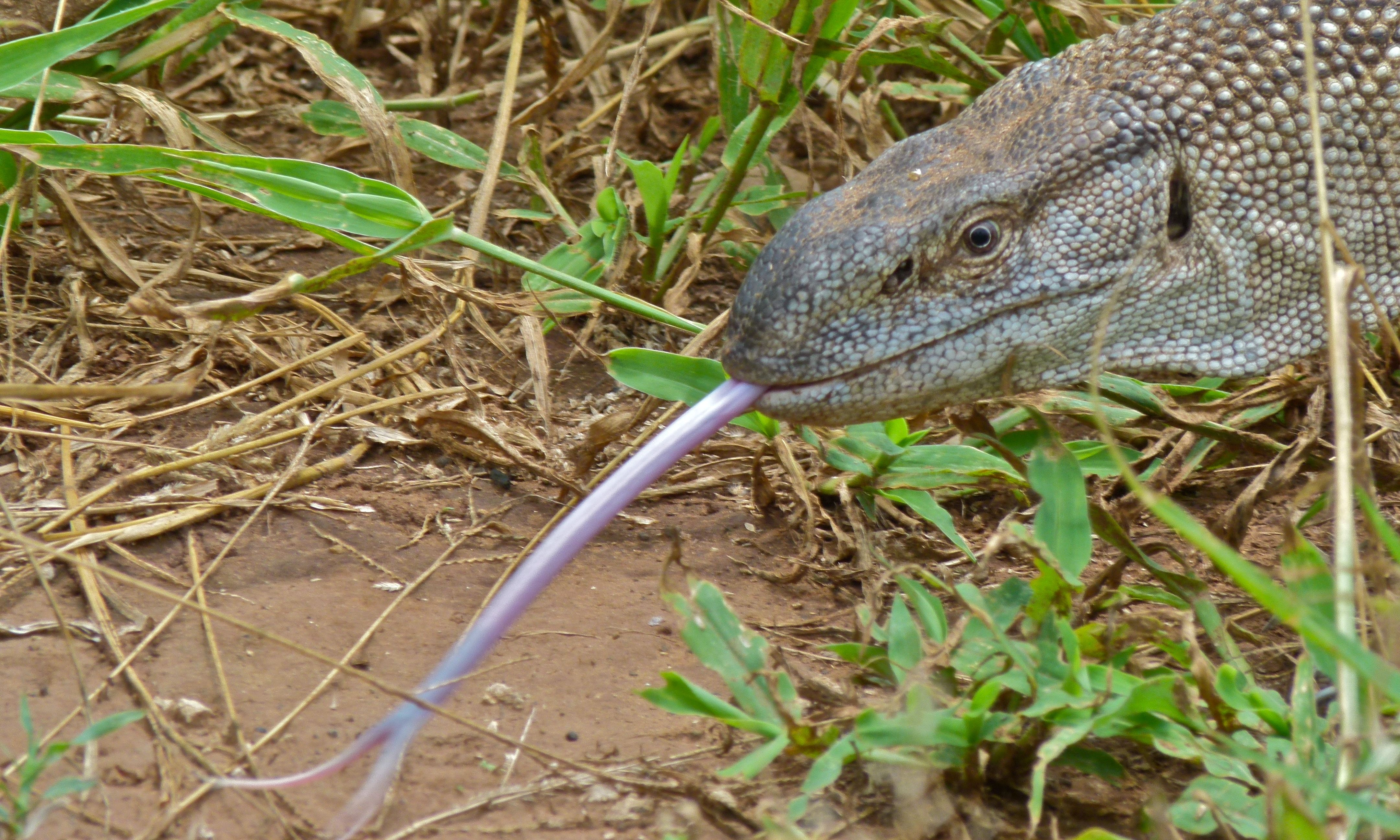
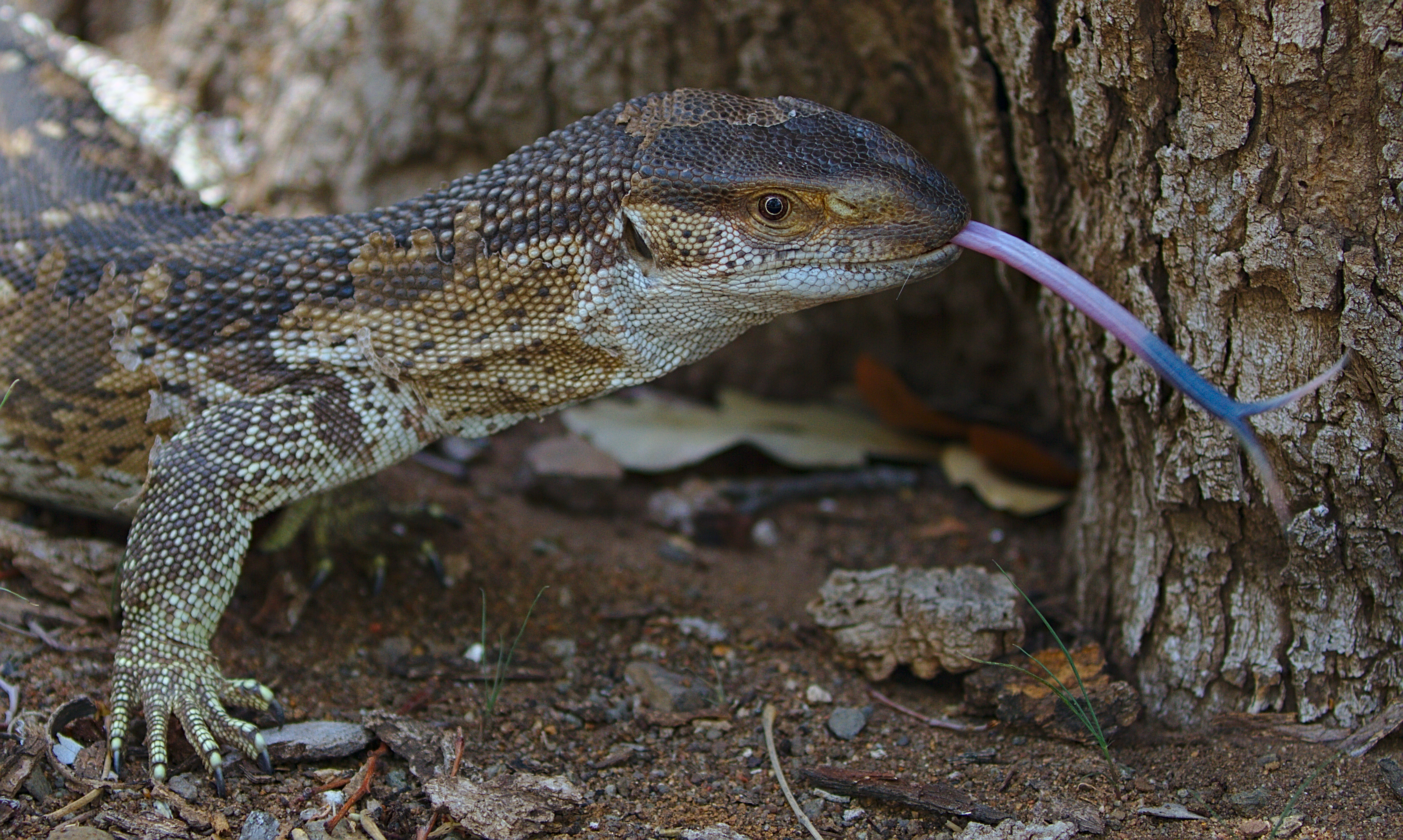
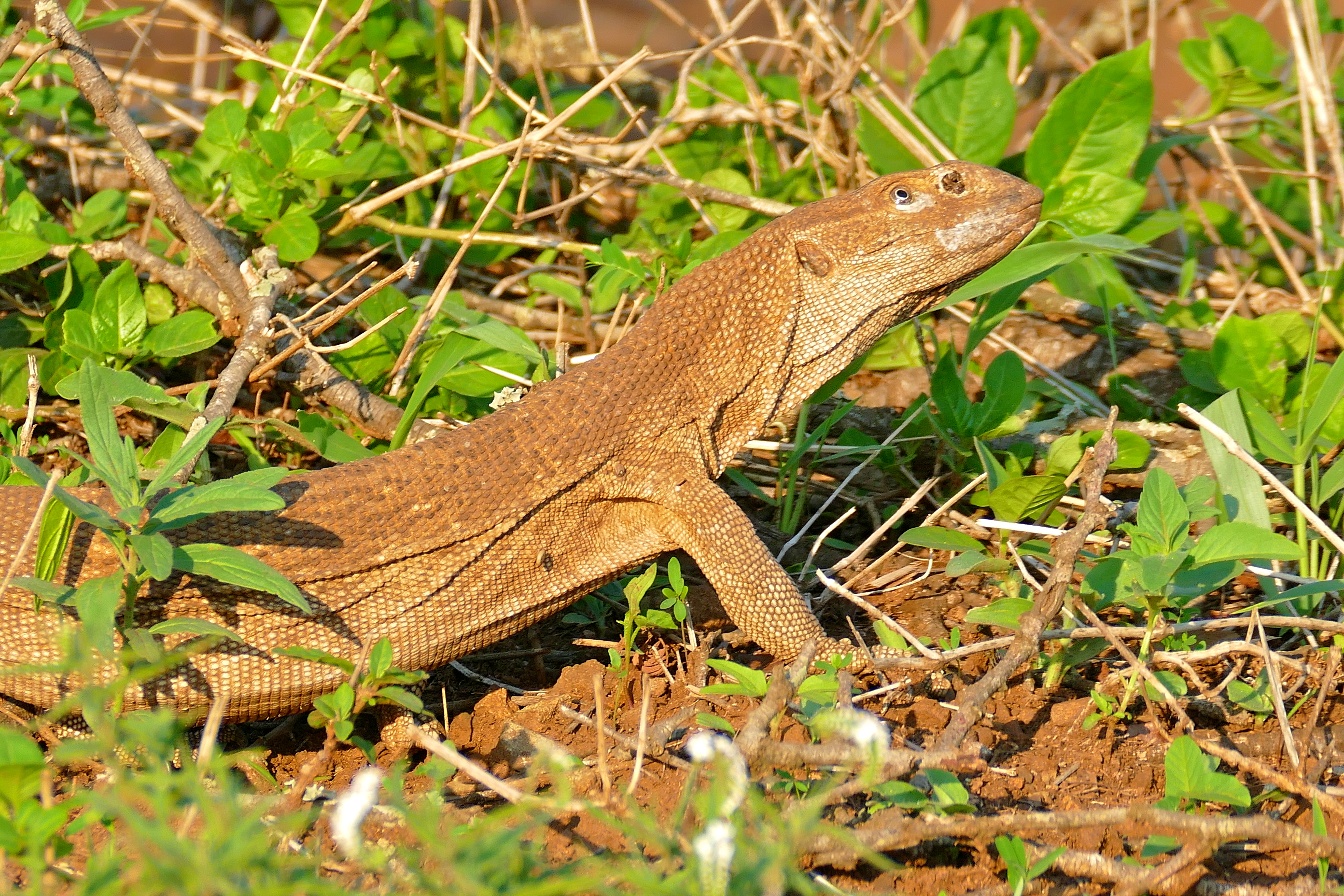
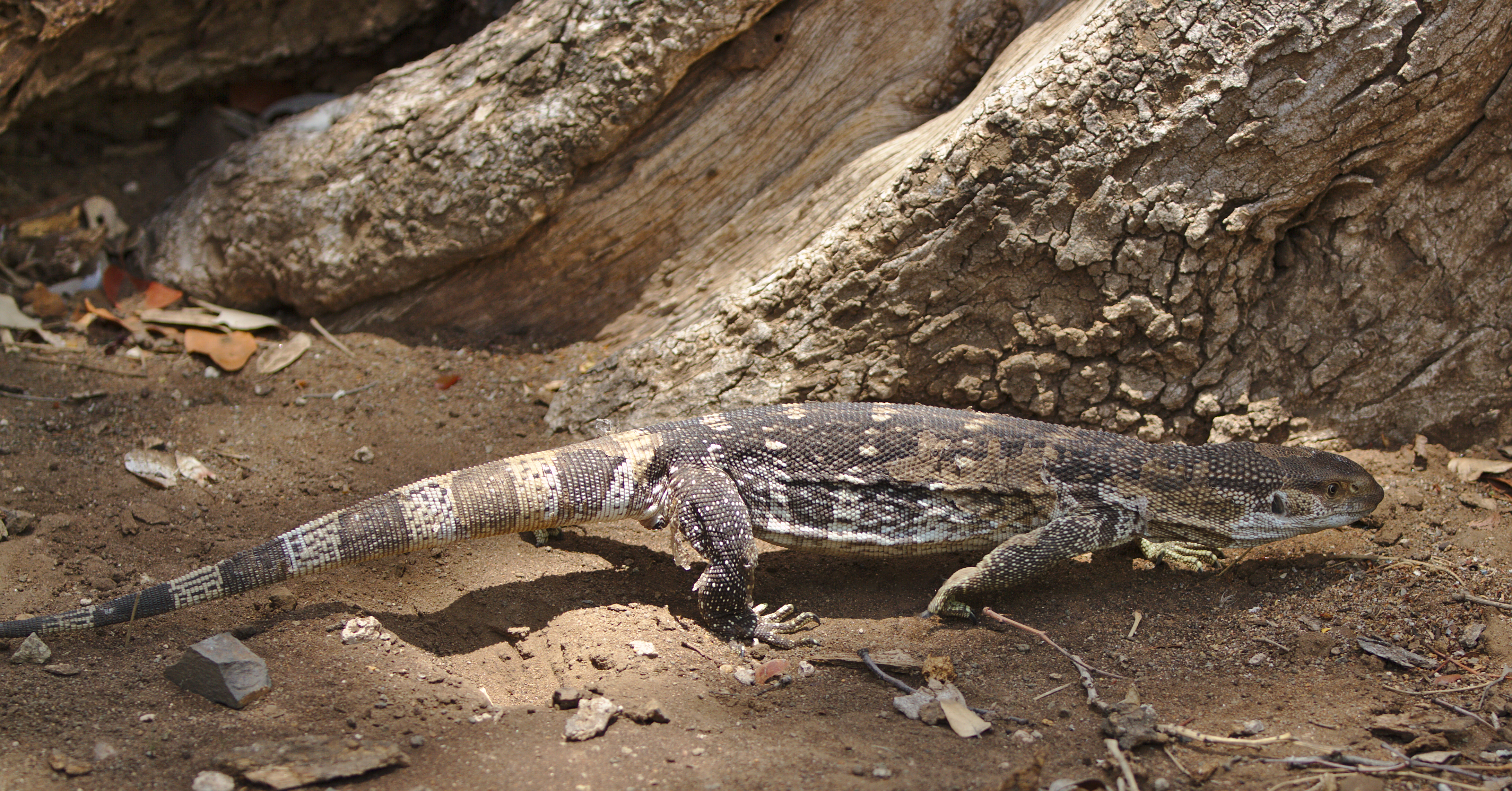
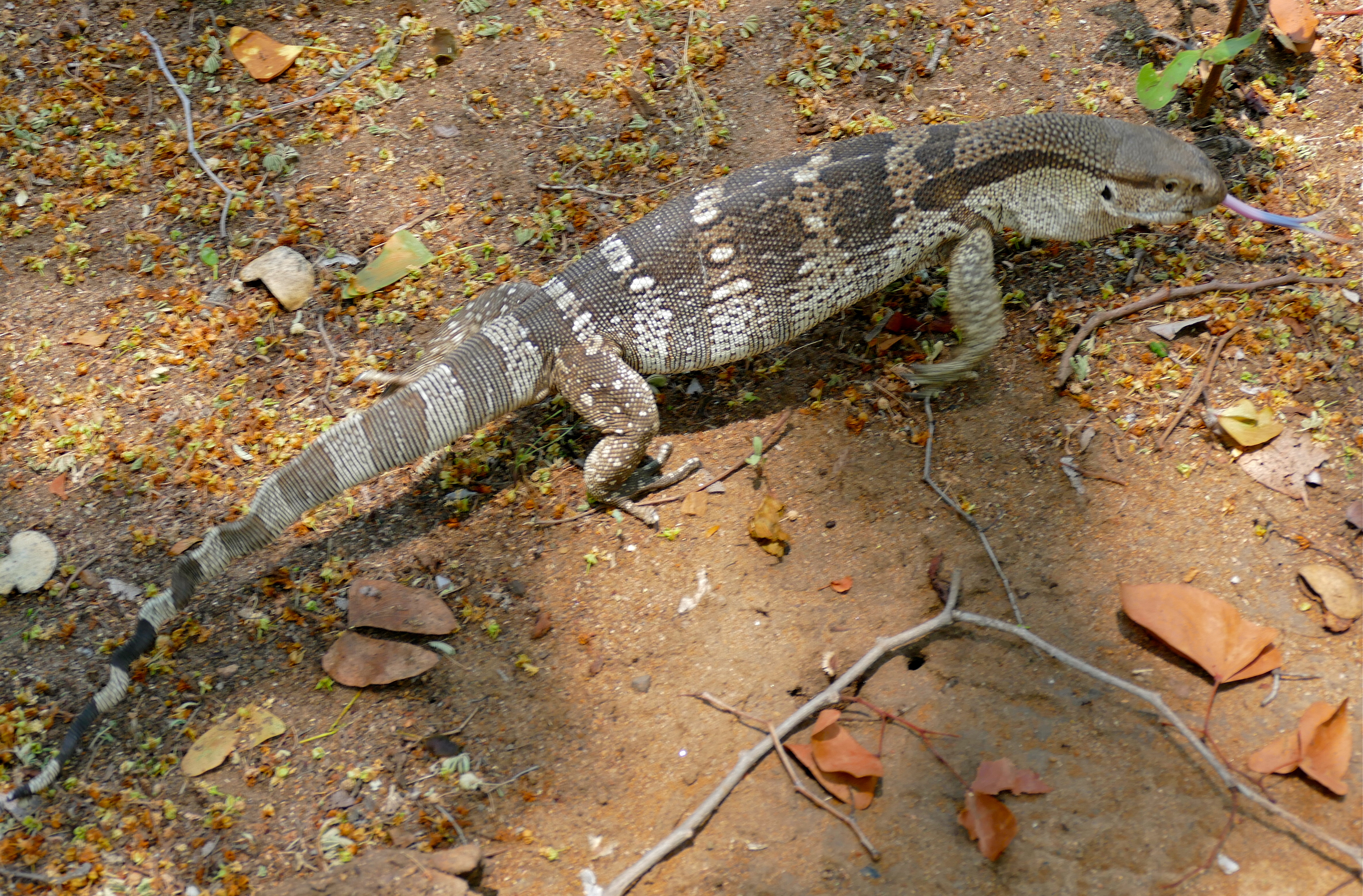
Un esemplare dalla coda deformata
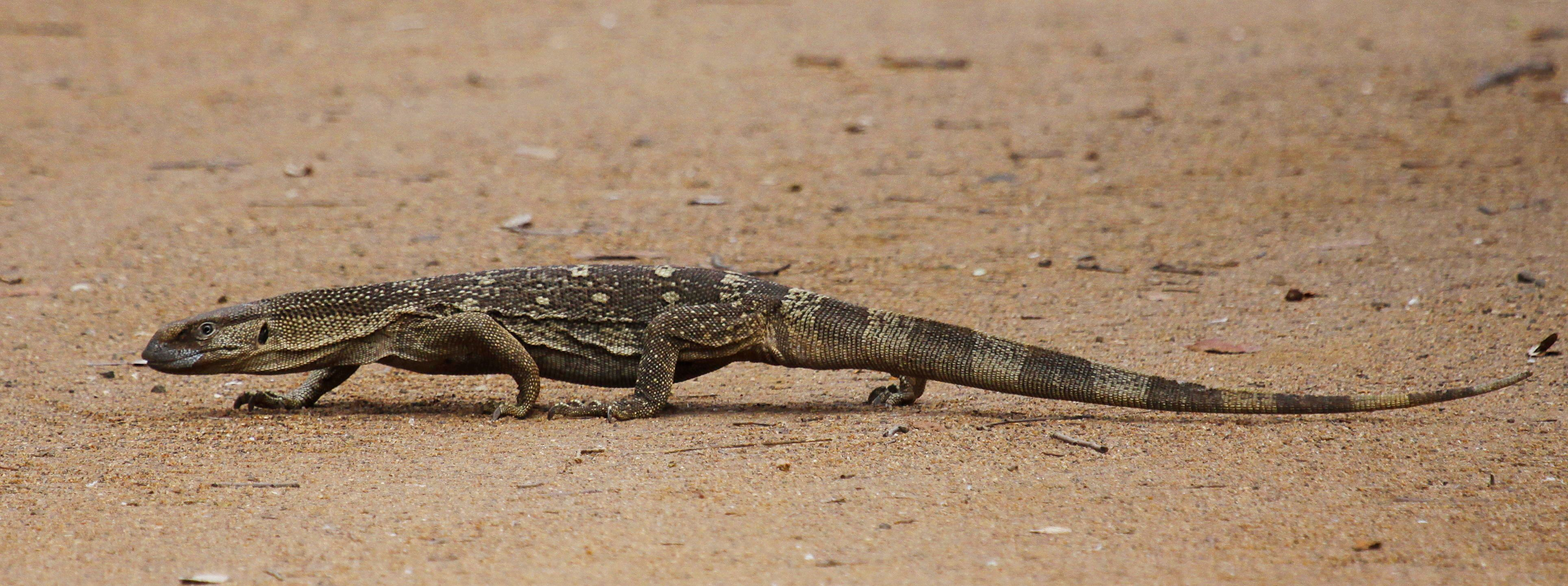
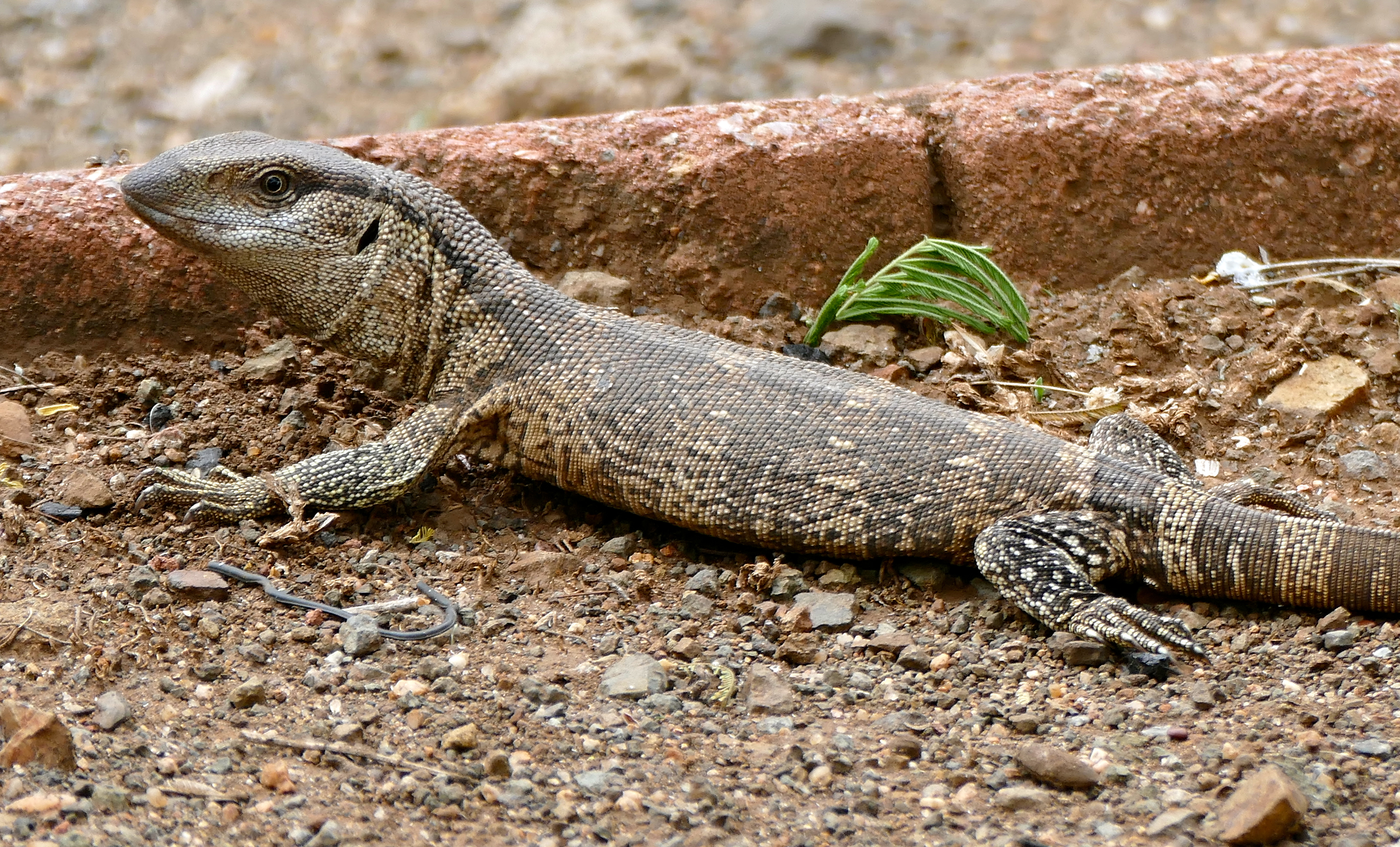
Esemplare giovane